# Bastida Pancarana
Bastida Pancarana (La Bastida in dialetto locale) è un comune italiano di 915 abitanti della provincia di Pavia in Lombardia. Si trova nella pianura dell'Oltrepò Pavese, sulla riva destra del Po.
Il toponimo si riferisce ai possenti argini eretti contro le piene del Po, che anticamente dovevano essere particolarmente frequenti.

## Storia
Bastida Pancarana appare verso la fine del XIV secolo come appartenente al feudo di Pancarana, signoria del vescovo di Pavia. Probabilmente si trovava allora a nord del Po, nel territorio della Lomellina: in effetti amministrativamente rimase unito alla Lomellina fino al 1800, anche se almeno dalla fine del XVI secolo era passato sulla sponda oltrepadana. Doveva essere nato come porto fortificato, e nelle mappe geografiche attorno al 1700 è indicato come forte rovinato: da allora non ebbe più importanza militare. La vicinanza del Po creò sempre gravi problemi: nel XVIII secolo era divenuto un grosso paese dalla pianta regolare che si estendeva ampiamente a nordest del centro attuale; ancora più a nordest vi era un altro grosso paese, dipendente da Bastida, che si chiamava Mezzano. Alla fine del secolo le alluvioni avevano ridotto Bastida a un piccolo settore, da cui riprese a espandersi in modo più disordinato verso ovest e verso sud; anche la chiesa parrocchiale fu ricostruita in posizione più protetta.
Dalla fine del XIX secolo un poderoso argine difende il paese.

### Simboli
Lo stemma e il gonfalone sono stati concessi con decreto del presidente della Repubblica del 18 settembre 2002.
La composizione dello stemma ricorda il fiume Po e le frazioni che costituiscono il complesso comunale.
Il gonfalone è un drappo di azzurro.

## Società

### Evoluzione demografica
Abitanti censiti

## Amministrazione
| Periodo        | Periodo        | Primo cittadino        | Partito      | Carica  | Note |
| -------------- | -------------- | ---------------------- | ------------ | ------- | ---- |
| 28 maggio 2007 | 11 giugno 2017 | Davide Calcante        | lista civica | Sindaco |      |
| 12 giugno 2017 | in carica      | Renata Rita Martinotti | lista civica | Sindaco |      |

## Sport

### Calcio
La squadra di calcio locale era l'A.S. Bastida 1975 che fino al campionato 2018/2019 ha militato in Promozione. È nata nel 1975. I colori sociali sono stati il rosso ed il bianco. Nell'estate 2019 la società sportiva ha cessato ogni attività agonistica.